# Groot Aub

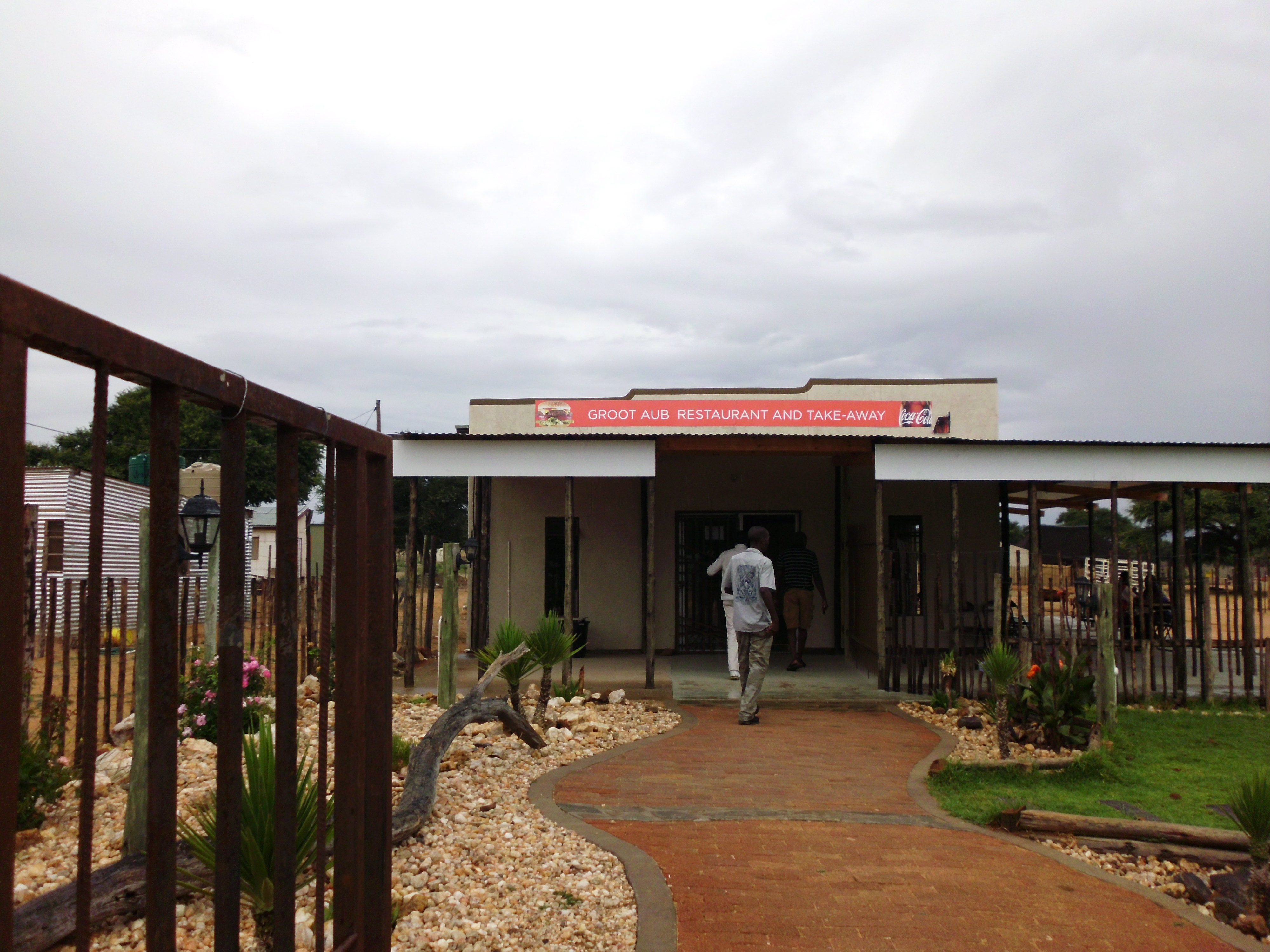
Restaurant in Groot Aub

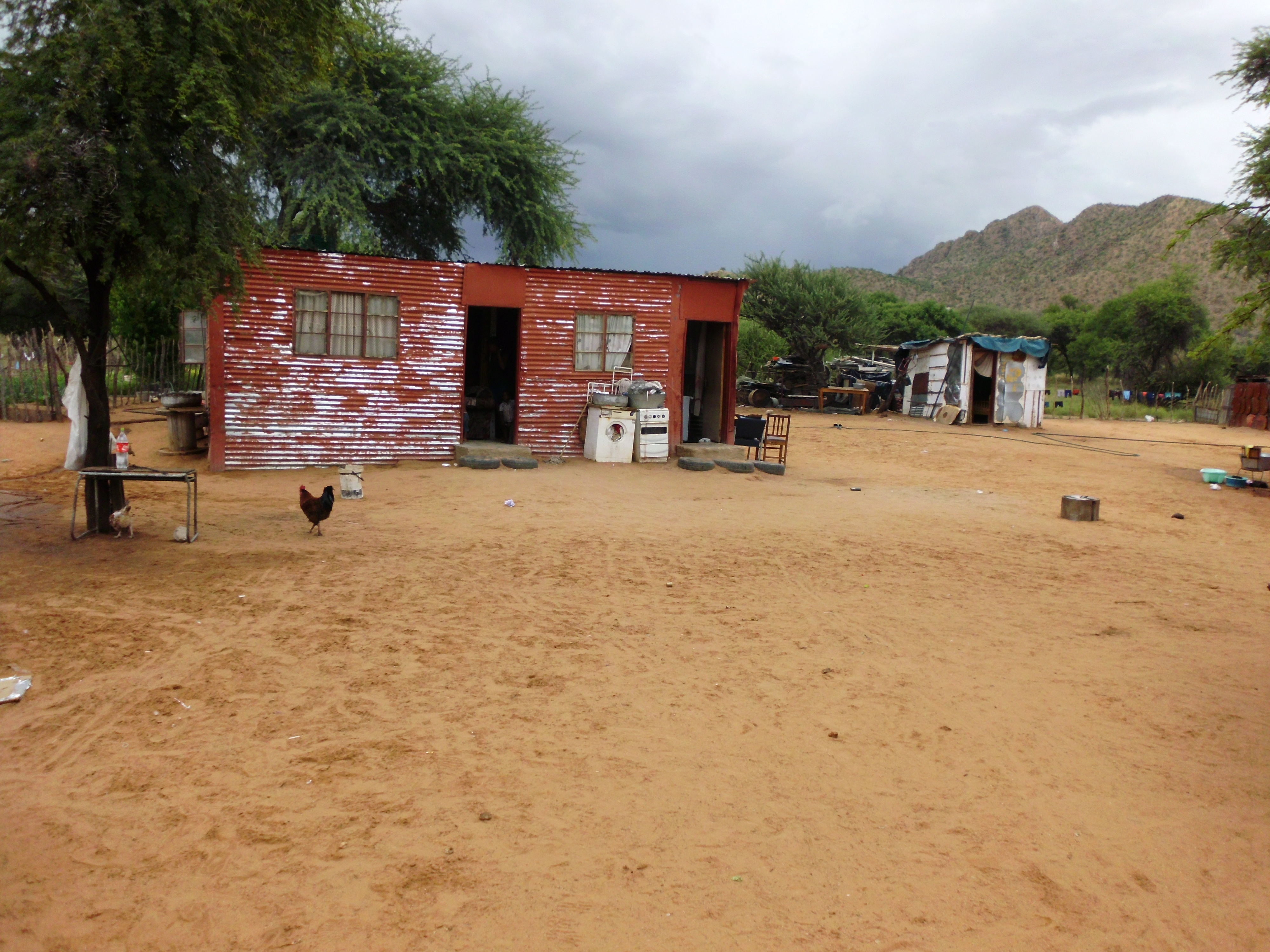
Wohnhaus in Groot Aub

Groot Aub (historisch und Deutsch Groß Aub) ist eine Siedlung in Namibia mit etwa 750 Einwohnern (Stand 2017). Groot Aub liegt in der Region Khomas und ist Kreisverwaltungssitz von Windhoek-Land. Es wurde 2017 eingemeindet.

## Infrastruktur
Groot Aub befindet sich auf etwa halber Strecke zwischen Windhoek und Rehoboth, wobei Windhoek ca. 56 km nördlich und Rehoboth ca. 51 km südlich liegt. Groot Aub selbst liegt 7,5 Kilometer östlich der Nationalstraße B1. Keine der Straßen in Groot Aub ist bis heute (Stand Juli 2019) asphaltiert. Die meisten Haushalte verfügen weder über fließend Wasser noch über eigene Toiletten. Elektrizität ist jedoch in den meisten Fällen vorhanden.
In Groot Aub gibt es eine Polizeistation, ein Krankenhaus sowie jeweils eine Grund- und eine Gesamtschule. Es gibt aber weder eine Müllabfuhr noch nennenswerte Einkaufsmöglichkeiten.

## Geschichte
Die Ansiedlung entstand in den 1960er Jahren.
Die meisten Siedler, die sich bereits zu dieser Zeit in Groot Aub niederließen, kamen dabei von den umliegenden Farmen, da in Groot Aub von nun an die Möglichkeit bestand, die Kinder dort zur Schule zu schicken.
Heute (Stand Juli 2019) wird Groot Aub vor allem von Kleinbauern und Rentnern bewohnt.

## Landbesitz
Das Land, auf welchem Groot Aub entstand, sowie dessen umliegende Flächen, sind bis heute zum größten Teil in Staatsbesitz.
In den letzten Jahren, vor allem seit 2004, ist Groot Aub immer mehr zu einem Ziel der namibischen Land-Resettlement-Politik geworden, was bedeutet, dass die Regierung danach strebt, landlose Bürger vermehrt dort anzusiedeln und mit Ländereien auszustatten. Diesbezüglich kam es in jüngerer Vergangenheit immer wieder zu ernsthaften Streitigkeiten und Gerichtsprozessen, weil es der in Groot Aub ansässigen Bevölkerung widerstrebt, dass die Regierung eine Umverteilung der örtlichen Ländereien anpeilt, um Zuzüglern aus Windhoek und Rehoboth in Groot Aub eine Lebensgrundlage bieten zu können. Die bereits seit Jahrzehnten in Groot Aub ansässige Bevölkerung fürchtet nun vermehrt, ihre landwirtschaftlichen Nutzungsflächen ganz oder zum Teil zu verlieren, da das offizielle Nutzungsrecht über diese Flächen in den meisten Fällen nach wie vor bei der Regierung liegt.
Teile der politischen Opposition in Namibia, besonders aber der Congress of Democrats (CoD), verurteilen das Vorgehen der Regierung in der Groot-Aub-Frage aufs Schärfste. CoD bezeichnete es diesbezüglich als skandalös, wie arme Menschen, die nur rund 50 km vom Regierungssitz des Landes entfernt leben würden und für die der Zugang zu landwirtschaftlich nutzbaren Flächen überlebenswichtig sei, von ihrer eigenen Regierung derart ignoriert werden würden.
2012 kam Groot Aub erneut in die namibischen Medien, als sich Anwohner erneut vehement und öffentlich darüber beklagten, dass weiterhin Ländereien ortsfremden Personen zugesprochen werden würden, obwohl die Vergabe von Ländereien in und um Groot Aub aufgrund der nach wie vor ungeklärten Rechtslage offiziell nach wie vor ruhen sollte. Bereits einige Monate zuvor wurde bekannt, dass sich weiterhin zahlreiche Auswärtige auf einer äußert zweifelhaften Rechtslage basierend in und um Groot Aub niederlassen. In diesem Zusammenhang wurden das Windhoeker Kreisratsmitglied Frederick Arie sowie der für Groot Aub verantwortliche Vorstand der SWAPO-Partei, Fanie van Wyk, beschuldigt, diverse Ländereien unter der Hand vergeben zu haben. Derartige Beschuldigungen wurden allerdings schon seit 2010 geäußert und erzeugen anscheinend erst jetzt ein breites mediales Echo. Angesichts der Beschuldigungen wirft der Beschuldigte Arie den örtlichen traditionellen Führern vor, eigenmächtig Ländereien an Ortsfremde vergeben zu haben. Ferner wird der Gouverneur von Khomas, Samuel Nuuyoma, von den Einwohnern von Groot Aub beschuldigt, relevante Informationen bezüglich der Vergabe von Ländereien in und um die Ortschaft konsequent zurückzuhalten. Bezüglich dieser Vorwürfe kündigte die Regierung der Region Khomas an, die Gegebenheiten erneut zu prüfen und laut Rechtslage illegal errichtete Gebäude und jegliche andere Strukturen dieser Art gegebenenfalls mit polizeilicher Hilfe zu entfernen.